# Stade Tata-Raphaël
Le stade Tata-Raphaël est un stade de Kinshasa en république démocratique du Congo, situé sur la commune de Kalamu.

## Histoire

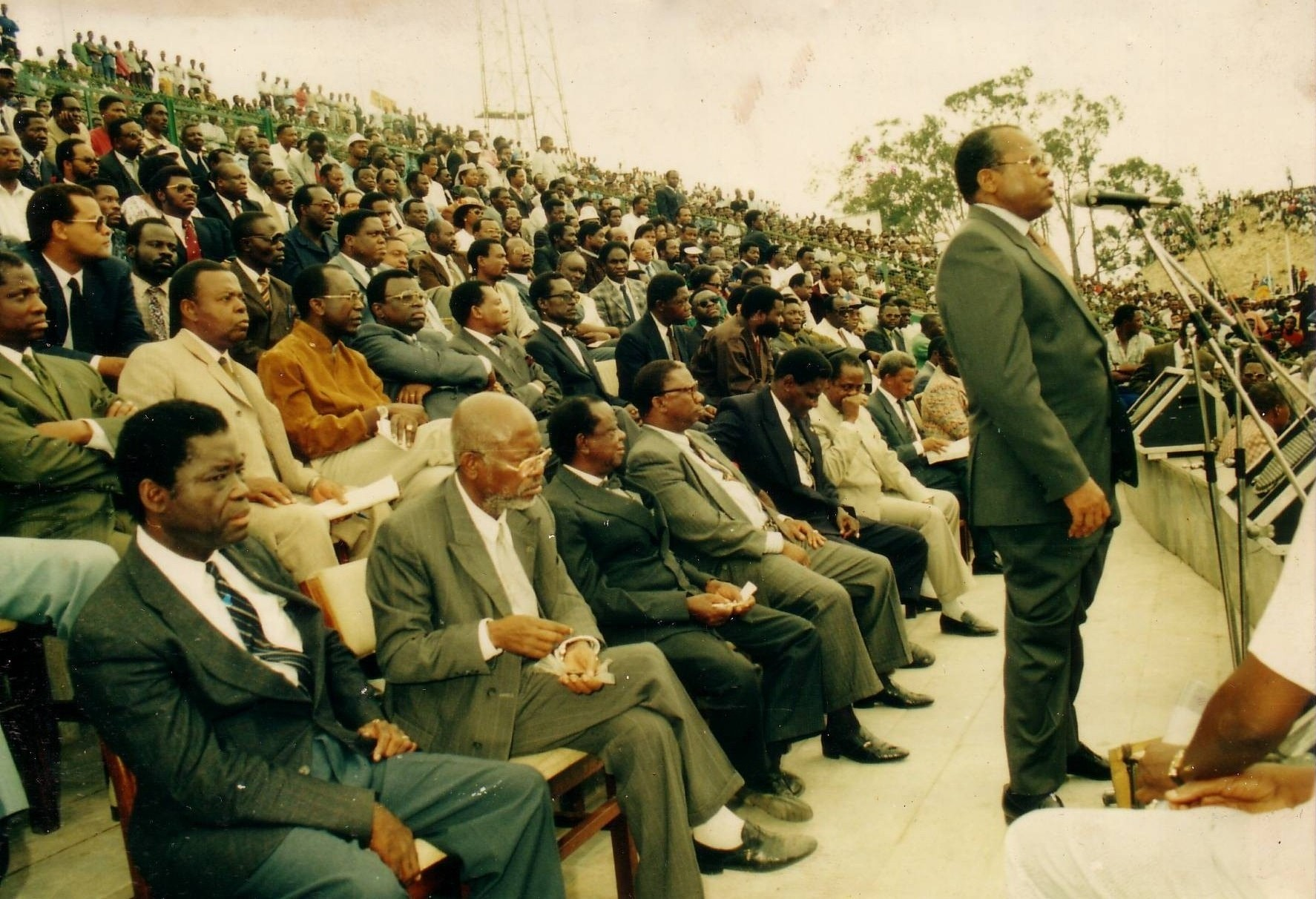
Meeting de l'union sacrée de l'opposition radicale au stade du 20-Mai en 1991. L'orateur est l'opposant zaïrois Étienne Tshisekedi.

Le Père de la Kethulle dirige les travaux de la construction du stade, aidé des Frères René Reygaerts et Gérard Stulens. La première pierre est posée le 4 juillet 1948 et le stade, qui reçoit le nom du roi Baudouin, est inauguré le 1er juillet 1952,.
Inauguré sous le nom de stade Roi Baudouin en 1952, et renommé stade du 20-Mai en 1967, il est essentiellement connu pour avoir été le théâtre d'un des matchs de boxe les plus célèbres, opposant en 1974, Mohamed Ali à George Foreman : The Rumble in the Jungle pour le championnat incontesté WBC / WBA Heavyweight qui a eu lieu le 30 octobre 1974. Soixante mille personnes ont assisté au match de boxe. Dans ce qui a été considéré comme un grand bouleversement, Ali a assommé Foreman, auparavant invaincu, en huit reprises. Le festival de musique associé, Zaïre 74, qui a eu lieu au stade six semaines avant le match de boxe, comptait des stars telles que James Brown et BB King.
Le stade fut à nouveau renommé en 1997, prenant son nom actuel, stade Tata-Raphaël, en l'honneur du père scheutiste belge Raphaël de la Kethulle de Ryhove (tatá signifie père en lingala), fondateur de l'Union sportive de Léopoldville (Kinshasa actuelle) et initiateur de la construction du stade Reine-Astrid (stade Cardinal-Malula actuel) après la chute du régime du président Mobutu Sese Seko en 1997.
Le stade a également été le théâtre d'un film documentaire sur la boxe féminine congolaise, Victoire Terminus (2008).

### Dans la culture populaire
- Le roman de Barbara Kingsolver, The Poisonwood Bible (en) (1998), comprend un passage décrivant le Rumble in the Jungle qui se déroule au Stade du 20 mai (stade du 20 mai) alors que les prisonniers politiques sont enfermés en bas.

## Le stade actuel
Le stade a une capacité de 60 000 personnes.
Il accueille des matchs de plusieurs équipes de football : le CS Imana devenu le DC Motema Pembe (DCMP), et l'AS Vita Club, avant de voir le stade des Martyrs prendre la place de prédilection pour les grands évènements.
Le stade accueille aussi d'autres événements tels que les combats du boxeur Jean Tshikuna alias « Tshikens » qui sera, le premier boxeur congolais à devenir professionnel évoluant en Europe sous contrat, des célébrations religieuses, des concerts, le football loisir, des événements politiques, des campagnes de sensibilisation, etc.
En 2009 le stade Tata-Raphaël tombait en ruine.
La fédération congolaise de football (FECOFA) et le gouvernement ont décidé d'entreprendre des travaux de réhabilitation. L'aire de jeu a été complètement rénovée et remplacée par un gazon synthétique provenant du stade des Martyrs.

## Désastre au stade
La catastrophe du stade Tata-Raphaël 2014 fait référence à une bousculade survenue à Kinshasa, république démocratique du Congo, au stade Tata-Raphaël le 11 mai 2014.
Lors du match entre les clubs de football congolais TP Mazembe et Vita Club, des projectiles ont été lancés sur le terrain et l'arbitre a choisi de retarder le jeu.
Quinze personnes ont perdu la vie après que la police a lancé des gaz lacrymogènes dans les tribunes, provoquant une bousculade. Une source policière qui a refusé d'être nommée a évoqué un nombre plus élevé de 18 morts. Le gouverneur Andre Kimbuta a déclaré qu'au moins 24 autres personnes avaient été blessées lors de la mêlée qui a suivi.
Les supporters auraient été aveuglés par le gaz, la panique et la confusion ayant contribué à l'effondrement d'un mur du stade. La suffocation aurait été la cause du décès dans la plupart des cas.